# Gonzalo Peláez
Gonzalo Peláez (Teverga, Asturias, fl. 1095-Reino de Portugal, 1138), también conocido como «el conde rebelde», fue un noble del reino de León, miembro de la más alta aristocracia asturiana, notorio por los altos cargos y honores que recibió y sus sucesivas rebeliones contra Urraca I de León y Alfonso VII de León, y sus subsiguientes pactos y perdones, a lo largo del segundo y el tercer decenio del siglo XII.  Llegó a ser el señor más poderoso de Asturias, dominando su parte central y oriental desde Oviedo.
Es considerado un «héroe independentista» por el nacionalismo asturiano, que le atribuye un intento de recuperar la «soberanía» del reino de Asturias.

## Entorno familiar
El conde Gonzalo Peláez fue miembro de la más alta aristocracia asturiana. Sus progenitores fueron el magnate asturiano Pelayo Peláez y Muniadona cognomento «Mayor» González, hija del conde castellano Gonzalo Salvadórez. Su padre fue hijo del conde Pelayo Froilaz el Diácono y de la condesa Aldonza Ordóñez, hija legítima del infante Ordoño Ramírez el Ciego y de la infanta Cristina Bermúdez. Era también primo hermano del conde Suero Bermúdez, hijo de Bermudo Ovéquiz y Jimena Peláez, hermana de Pelayo Peláez, el padre de Gonzalo.

## Esbozo biográfico

### Comienzos de su carrera (1095-1126)

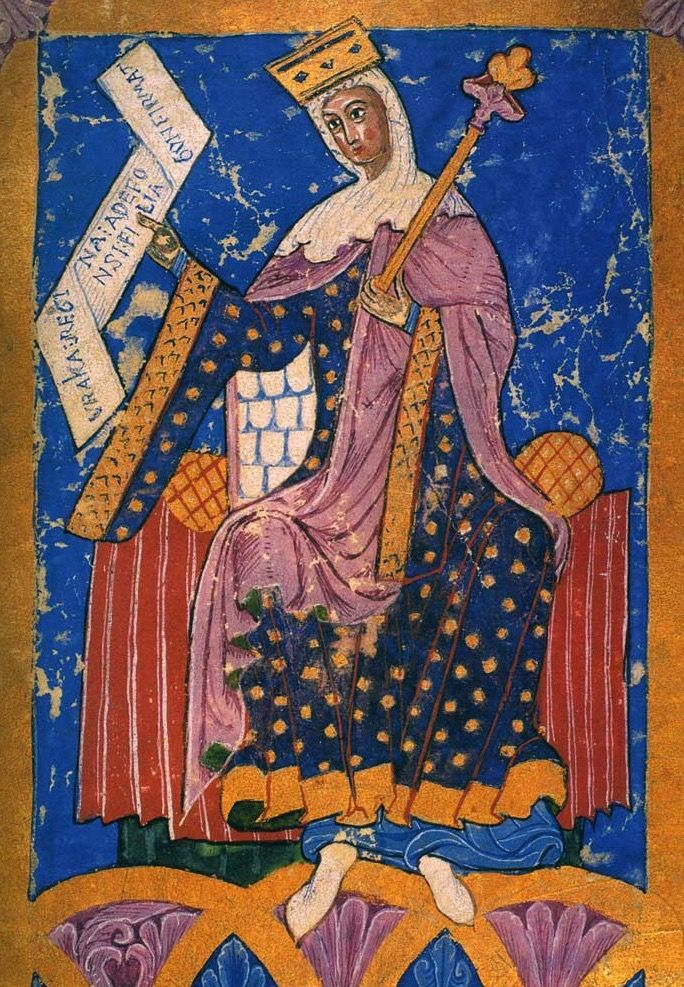
La reina Urraca.

La Chronica Adefonsi imperatoris es «la más importante y prácticamente única fuente narrativa para el estudio biográfico» del conde Gonzalo Peláez, complementada por la documentación medieval de los monasterios, especialmente la de los monasterios de Cornellana, Corias y San Vicente, así como los diplomas de la Catedral de Oviedo.  Sus primeras apariciones en la documentación fueron en Asturias en la época de Alfonso VI, sin título y casi siempre con miembros de su familia. También aparece en tierras gallegas, posiblemente al servicio de la infanta Urraca y su esposo Raimundo de Borgoña.
Fue leal a la reina Urraca, demostrando una adhesión total durante los violentos enfrentamientos entre la reina y su segundo esposo, Alfonso I el Batallador. Se hallaba entre las tropas leales a la reina en Astorga en marzo de 1112, figurando como testigo en una donación regia.  El favor de la reina se tradujo en el rápido ascenso de Gonzalo al primer plano de la vida política, siéndole encomendado el gobierno de las Asturias de Oviedo. Ya en 1110 aparece mencionado en algunos documentos al frente del gobierno local, y en 1113 figura como «dominante en Asturias» y «caput terra».
En los caóticos años de 1114 a 1125, en los que se sucedieron los conflictos internos en todo el reino, Gonzalo aparece investido con los títulos de potestas,  presidente o regente en Asturias. En 1126 es mencionado por primera vez como conde.  Como delegado regio, tenía por subordinado a un maiorino in Palacio o merino, cargo desempeñado en 1115 por Cristóbal Juánez.  En algún momento indeterminado se rebeló contra la reina Urraca, desobediencia en la que permanecía al producirse la muerte de la soberana en 1126.
Sus dominios comprendían las llamadas «Asturias de Oviedo» o «Asturias inferiores», correspondientes a las actuales Asturias oriental y central, con centro en la regia ciudad de Oviedo. La Asturias occidental, desde el Cordal de la Cabruñana hasta el río Eo, limítrofe con Galicia, estaba regida por su primo hermano el conde Suero Bermúdez, el magnate más importante de Asturias, en competencia con el propio Gonzalo, que, a diferencia de este, se distinguió como el más leal vasallo tanto de Urraca y Alfonso VII. Los territorios del conde Suero incluían, además, Astorga, Luna, Gordón, Babia, Laciana y parte del Bierzo.  Al este, las Asturias de Santillana o «Asturias superiores» se hallaban a cargo del conde Rodrigo González de Lara —hermano del amante de la reina, Pedro González de Lara— junto con la Liébana y Tierra de Campos.

### Al servicio de Alfonso VII (1126-1132)

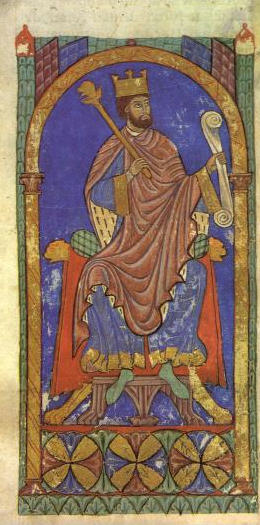
El emperador Alfonso VII.

Al ascender al trono Alfonso VII en 1126, los datos ofrecidos por su crónica, permiten seguir con detalle la carrera de este magnate asturiano, «protopipo de la turbulenta nobleza de la época».
El nuevo rey fue recibido con recelo por un importante sector de los nobles del reino. Más aún, los alcaides de la ciudad de León se alzaron en abierta rebeldía. La actuación de Alfonso, que tras expugnar sus muros perdonó y liberó a los rebeldes le atrajo el apoyo de los nobles, entre ellos Gonzalo Peláez, dux in partibus Asturiarum.
Participó con Suero Bermúdez en las campañas del rey leonés contra su padrastro Alfonso el Batallador, y ambos fueron encargados de negociar la Tregua de Almazán (1128), si bien la Chronica Adefonsi le atribuye traicioneros contactos con el monarca aragonés. En todo caso, y debido a su habilidad militar, fue nombrado alférez real, cargo que desempeñó, por lo menos, desde julio de 1131 hasta marzo de 1132, cuando se alzó en armas contra el rey Alfonso.

### Primera rebelión contra Alfonso VII (1132-1135)
Sorprende que, justo tras semejante encumbramiento, Gonzalo Peláez se levantara en rebelión. Alfonso VII había logrado sofocar la agitación nobiliaria de los comienzos de su reinado, en especial la de los Lara, pero el magnate asturiano se preparó, junto con su pariente Rodrigo Gómez, para traicionar a su señor. Más que ambición, sus esfuerzos parecen haberse dirigido a mantener la práctica independencia que había logrado durante los turbulentos años de la reina Urraca.
En 1132, el rey había reunido su ejército en Atienza para marcha contra los almorávides, cuando se enteró de la traición que se fraguaba. Alfonso se les adelantó y prendió a Rodrigo, mientras Gonzalo lograba huir y refugiarse en sus Asturias, donde fue perseguido. El rey leonés puso sitio personalmente al Castillo de Tudela, junto a Oviedo, donde se refugiaba el rebelde, mientras sus leales liberaban el Castillo de Gozón y otras plazas fuertes. Finalmente Gonzalo rindió Tudela, pactando unas condiciones ventajosas, por las cuales se acordaba un año de tregua, y conservaba el dominio de los castillos de Proaza, Buanga y Alba de Quirós, dominando así la cuenca del Nalón.
La tregua permitió al rey realizar su primera y fructífera campaña en Andalucía (1133), al término de la cual volvió a Asturias para poner fin a la rebelión del conde asturiano. Reduciéndolo en el castillo de Buanga, el rey exigió su rendición. Sin embargo, negándose a rendir sus castillos, Gonzalo Peláez reemprendió la guerra, matando a numerosos soldados y al propio caballo del rey Alfonso. Fracasado, el monarca decidió retirarse de vuelta a la meseta, dejando la tarea de poner fin a la insurrección en manos de los leales magnates Suero Bermúdez y su sobrino Pedro Alfonso. Mientras Gonzalo se atrincheraba en Proaza, el conde Suero asedió Buanga y Pedro Alfonso hizo lo propio con Alba de Quirós. A los partidarios de los rebeldes se les cortaban manos y pies. Sin embargo, la guerra civil aún duró dos años en Asturias. No fue hasta 1135 que Gonzalo Peláez se avino a pactar con el conde Suero y suplicar perdón al . Tras dos años de lucha y una dura represión contra los rebeldes por parte de los condes, Arias, obispo de León, consigue mediar en 1135 entre Alfonso VII y Gonzalo Peláez, quien obtuvo el perdón del rey a cambio de que no volviese a Asturias y de la entrega de los castillos de Alba, Quirós, Proaza y Buanga.

### Segunda rebelión contra Alfonso VII (1135-1136)

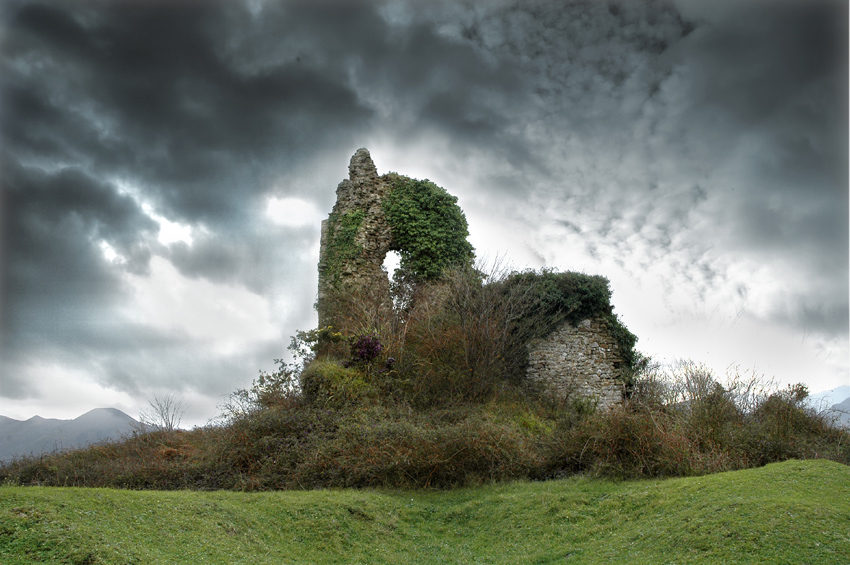
Ruinas del castillo de Tudela, junto a Oviedo.

En la primavera de 1135 Gonzalo Paláez se reintegró de nuevo a la Corte, asistiendo a la coronación imperial de Alfonso VII en la Catedral de León, el 26 de mayo de aquel año. Desalojado de su reducto asturiano, a fin de que no se alzara de nuevo en armas, el conde pidió insistentemente que se le hiciera merced del Castillo de Luna, uno de los más importantes del reino, rogativa que le fue concedida por el , buscando mantener su sumisión, tras consultar con su hermana Sancha y su esposa Berenguela.
Las reservas del soberano estaban justificadas, ya que apenas un par de meses después, en julio, del conde se alzó de nuevo en armas, precisamente desde la fortaleza de Luna, que empleó como base para sus correrías, reconquistando sus territorios asturianos. En diciembre se hallaba de nuevo en su castillo de Buanga. El desairado monarca ordenó confiscar todos sus bienes y los cedió a otros nobles: el conde Rodrigo Martínez, gobernador de las torres de León, y el conde Rodrigo González de Lara, que tras sus deslealtades iniciales se había distinguido al servicio de la Corona. Sin embargo, la nueva rebelión no debió ser tan virulenta como la anterior, pues el  se avino a ser misericordioso y perdonarle una segunda vez. Así, en marzo de 1136 aparece confirmando un diploma real.

### Tercera rebelión y muerte (1137-1138)
Poniendo a prueba una vez más la clemencia regia, al cabo de año y medio, a finales de 1137 Gonzalo Peláez se alzó de nuevo en armas. Cuando estaba fortificando sus castillos en Asturias fue capturado por Pedro Alfonso, el sobrino de Suero Bermúdez, que lo presentó ante Alfonso VII encadenado. El rey lo envió prisionero al Castillo de Aguilar desde donde, después de algunos días, se le comunicó su destierro y «le fijó un plazo para que saliese de 'tota terra sua'».  Marchando con sus leales a la corte de Alfonso Enríquez de Portugal, primo del emperador, Gonzalo «fue recibido con gran honor y la promesa de grandes recompensas».  Al aceptar que el conde rebelde se exiliase en Portugal, el emperador reconocía «la existencia de Portugal como un reino independiente por cuanto se constituye como lugar susceptible de acoger desterrados procedentes del reino de León.» En efecto, el antiguo condado portugués intentaba consolidar su independencia frente a León, y se preparaba para reanudar la guerra, en la que el conde asturiano se había distinguido siempre. Esto ocurría entre principios septiembre de 1137 cuando el primer día de ese mes Gonzalo confirmaba un diploma del rey leonés, y octubre cuando ya se encontraba en la corte portuguesa y confirmó como Gundisalvus comes un documento de Alfonso Enríquez. Sin embargo, según la Chronica Adefonsi imperatoris:

...por disposición divina, el conde es atacado por la fiebre y murió en territorio ajeno como extranjero. No obstante, sus caballeros transportaron su cadáver y lo enterraron en Oviedo...

El obituario de la catedral de Oviedo registró la muerte del turbulento conde en marzo de 1138.

## Matrimonio
Contrajo matrimonio con Mayor Muñoz, posiblemente hija del conde Munio Muñoz y la condesa Muniadona Jiménez. Aunque algunos medievalistas piensan que de este matrimonio nació Sancha González, la primera esposa del conde Fernando Pérez de Traba, otros consideran que la mujer del citado conde fue hija del conde Gonzalo Ansúrez y la condesa Urraca Bermúdez; filiación que queda confirmada en la donación hecha por Sancha el 24 de abril de 1142 al monasterio de Lorenzana en la que menciona a Bermudo Ovéquiz (auo meo Ueremudo Ouequiz), su abuelo materno.